# Инсайдеры
«Инсайдеры» (англ. Inside Job) — документальный фильм о финансовом кризисе 2007—2010 года, снятый режиссёром Чарльзом Фергюсоном в 2010 году.
Премьера фильма состоялась на Каннском кинофестивале в мае 2010 года. По словам Фергюсона, это фильм о «системной коррупции в финансовой сфере Соединённых Штатов и её последствиях». Фильм включает интервью известных банкиров, политиков и финансистов, которые приходят к выводу, что причиной кризиса является чрезмерная либерализация финансовых рынков.

## Краткий обзор
Документальный фильм разбит на пять частей. Он начинается с изучения того, каким образом Исландия стала высоко дерегулированной страной в 2000-е годы, а её банки были приватизированы. Когда Lehman Brothers обанкротился, а AIG рухнул, Исландия и остальной мир вошли в глобальную рецессию.

## Создание фильма
Чарльз Фергюсон, который является близким другом экономиста Нуриэля Рубини и финансового писателя Чарльза Р. Морриса (оба предупреждали о предстоящих экономических потрясениях), был обеспокоен нестабильностью в финансовом секторе задолго до краха осенью 2008 года. Вскоре, после того как Lehman Brothers обанкротился в сентябре 2008 года, Фергюсон решил рассказать об этом кризисе в своем следующем документальном фильме. После нескольких недель обсуждений он обратился к Sony Pictures Classics, которые согласились обеспечить около половины из 2 миллионов долларов производственного бюджета. После одобрения проекта начались шесть месяцев всесторонних исследований. Съемки и интервью начались весной 2009 года.

## Критика
Фильм получил положительные отзывы, набрав 98 % рейтинга на сайте Rotten Tomatoes. Роджер Эберт описал фильм, как «злой хорошо аргументированный документальный фильм о том, как американская финансовая индустрия намеренно была выстроена так, чтобы обманывать простых американских инвесторов». Логан Хилл из нью-йоркского журнала «Стервятник» охарактеризовал фильм как «незабываемый и вопиющий», отметив «эффектное присутствие» Мэтт Дэймона в роли рассказчика. Э. О. Скотт из The New York Times и вовсе назвал «Инсайдеров» лучшим фильмом года. Логан Хилл из New York Magazine охарактеризовал его как «фыркающий, возмущенный документальный фильм», отметив «эффективное присутствие» Мэтта Деймона в роли рассказчика. Питер Брэдшоу из The Guardian отметил явное влияние Майкла Мура.
В 2011 году «Инсайдерам» была присуждена премия «Оскар» в номинации «лучший документальный фильм».